# Incendies de forêt en Russie de 2010
 (août 2016).

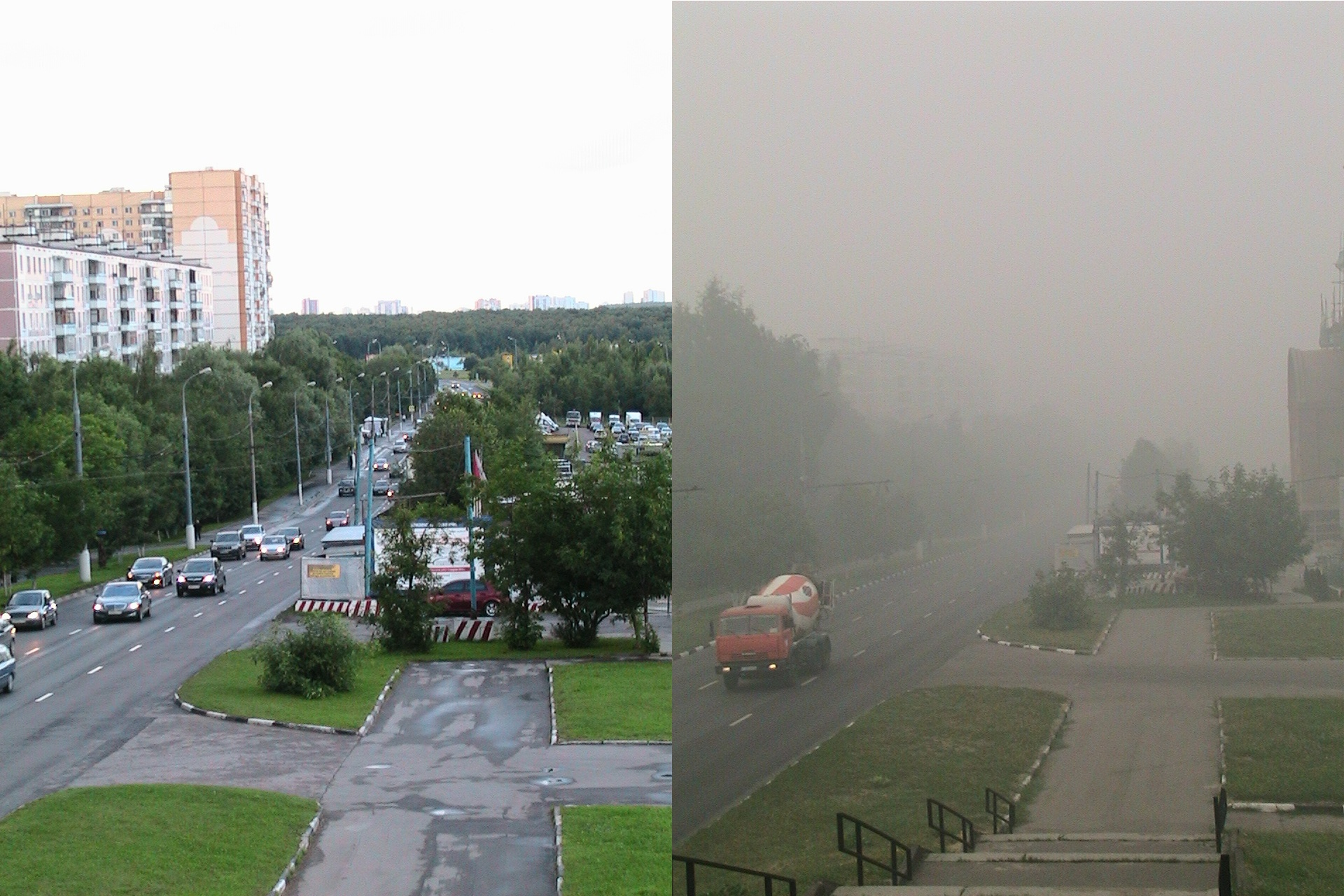
La fumée est à l'origine d'un smog qui, en août 2010, a atteint Moscou. Sur la photographie, l'avenue Aivazovskogo photographiée le 17 juin 2010 à (à gauche) et, le 7 août 2010, à (à droite).

Les incendies de forêt en Russie de 2010 sont une série d'incendies apparus principalement à l'ouest de la Russie, mais aussi au nord-est du pays à partir de la fin du mois de juillet 2010.
Les températures caniculaires — les pires « depuis 1000 ans » en Russie selon certains météorologues russes, — sont notamment en cause dans ces incendies.
Le 2 août 2010, le président russe Dmitri Medvedev a déclaré l'état d'urgence dans sept des régions russes.
Mi-août 2010, les incendies avaient déjà fait plus d'une cinquantaine de morts, ravagé de nombreux villages et brûlé près de 800 000 hectares de forêt.
Les fumées dégagées par les feux, qui ont plongé entre autres Moscou dans un brouillard permanent pendant plusieurs jours, ont également des conséquences sanitaires et économiques importantes. Une centrale nucléaire alimentant Moscou est à proximité des incendies et il est à craindre que des radionucléides et polluants stockés dans la flore ou le sol aient pu polluer les nuages de fumées et cendres.
Le gouvernement russe de Vladimir Poutine est critiqué pour son inefficacité à lutter contre les incendies, qui sévissent depuis deux semaines, ainsi que pour sa responsabilité dans la prévention de cette « catastrophe prévisible », dans un contexte global d'incertitude climatique où les pays peinent à s'accorder sur l'ampleur des actions à mener pour lutter contre les émissions de gaz à effet de serre, et pour l'adaptation aux changements climatiques.
Un rapport du WWF publié en 2017 identifie comme causes des incendies « la suppression de 70 000 emplois de gardes forestiers » à la fin des années 2000 et « les coupes budgétaires ayant entraîné la réduction des vols de surveillance ».

## Contexte climatique
Pour un article plus général, voir Canicule européenne de 2010.

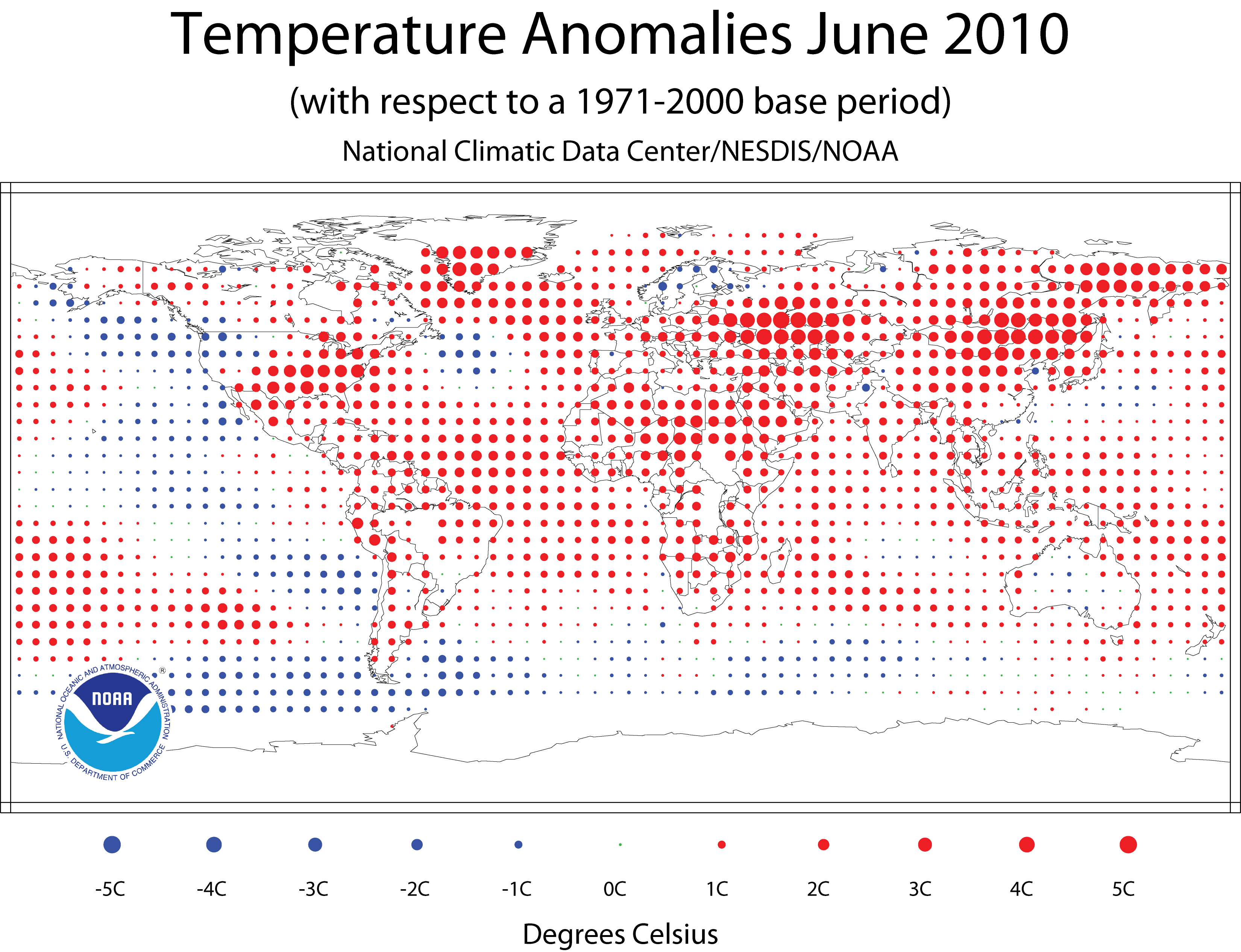
« Anomalies de température » pour juin 2010 (excès en rouge, déficit en bleu par rapport à la moyenne).

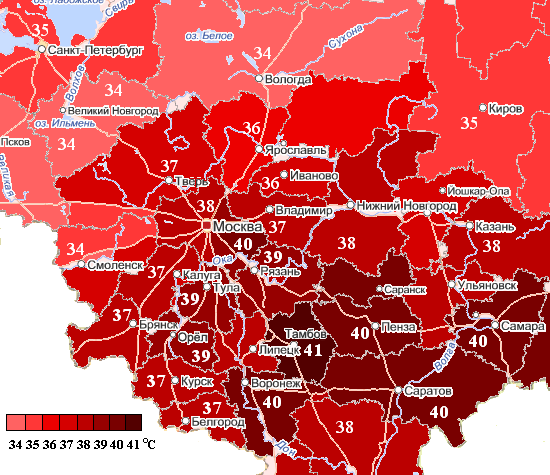
Températures sous abri, autour de Moscou le 31 juillet 2010.

- À partir de la fin mai et du début juin 2010, la Russie connaît un climat exceptionnellement sec et chaud.
Des températures très anormales pour le pays sont relevées dès le 12 juin 2010 ; de l'ordre de 35 °C, à comparer avec la température moyenne de 17 °C en juin à Moscou.
- Le 25 juin à Belogorsk est mesurée une température de 42,3 °C, battant ainsi le record de la partie asiatique de la Russie, datant du 21 juillet 2004 avec 41,7 °C dans le village d'Akcha, et approchant le record national datant du 6 août 1940 avec 43,8 °C. Ce dernier sera à son tour dépassé le 11 juillet 2010, une température de 45,4 °C ayant été relevée à Utta (Kalmoukie)[6]. 
 En juillet 2010, l'ouest de la Russie a été quasi continuellement à sept degrés au-dessus des moyennes saisonnières[7].

## Feux de forêt, et de tourbière

Régions touchées par les incendies au 31 juillet 2010 et déclarées sinistrées le 3 août.

- Le 29 juillet 2010, les premiers feux de tourbes apparaissent dans la région de Nijni Novgorod, dans celle de Voronej et à travers toute la partie centrale et occidentale de la Russie, conséquence des fortes chaleurs que connaît le pays depuis juin. Là où la couche de tourbe est profonde et sèche, ces feux sont particulièrement difficile à éteindre, car pouvant couver des jours ou semaines, même sous la pluie. Près de Moscou, le ministère des Situations d'urgence a annoncé mi-août qu'il allait dévier une rivière sur 20 kilomètres pour ennoyer les tourbières encore en feu[8].
- Deux jours plus tard, le chef du ministère des Situations d'urgence (EMERCOM) Sergueï Choïgou rapporte que la situation des incendies dans 17 régions est difficile, le feu avançant par exemple de 100 mètres par minute dans la région de Nijni Novgorod. 
Selon l'agence Interfax qui se base sur les données fournies par l'EMERCOM, on dénombre au 2 août en Russie près de 7 000 feux dans une zone de 500 000 ha et près de 34 victimes. Près de 800 foyers d'incendie sont enregistrés[9]. 
La capitale Moscou est par ailleurs étouffée par une fumée engendrant une visibilité moindre et une forte odeur de brulé.
- Le 5 août 2010, le ministère des Situations d'urgence comptabilisait 843 foyers d'incendies signalés, dont 47 feux de tourbe et 73 incendies importants[10].
Le président Medvedev aurait limogé deux officiers hauts responsables militaires, après que le feu ait détruit près de Moscou une base militaire secrète de l'aviation de la marine[11]. Le 6 août, le gouvernement annonçait que 162 000 personnes luttaient contre les feux dans les régions administratives (oblast de Moscou, Voronej, Nijni Novgorod, Riazan, Ivanovo, Vladimir, Iaroslavl, Tver, Sverdlovsk (Ekaterinbourg), en République de Mordovie, et en République des Maris[12]. Le nombre de morts par le feu a été porté à 52 noms[12], mais une surmortalité importante est également signalée à Moscou.
- Au 12 août 2010, l'état d'urgence déclaré 10 jours plus tôt a été levé dans trois régions (sept régions au total ayant été touchées par cet état d'urgence). 
Le bilan officiel à ce jour (12 août) faisait état de 800 000 ha ravagés et de 54 morts[13]. Toutefois, les feux de forêt menacent également des sites nucléaires dont Tchernobyl (Ukraine) et le centre nucléaire de Sarov, ce qui pourrait provoquer des retombées radioactives en Europe selon l'Institut de radioprotection et de sûreté nucléaire (IRSN)[14].
- Le 13 août, malgré de fortes pluies, plus de 500 feux brûlent encore en Russie, dont 29 aux environs de Moscou où environ 14 000 pompiers sont mobilisés. Les autorités[15] annoncent avoir pu réduire les surfaces en feu. Des journalistes seront conviés à venir voir des zones où l'incendie a été récemment maîtrisé[16].
- Le 15 et 16 août 2010, le feu persistait sur plus de 45 000 hectares dont près de plusieurs sites nucléaires et le 16 la fumée avait à nouveau envahi Moscou avec un pic de monoxyde de carbone.
- Le 17 août 2010, la surface en feu avait selon les autorités diminué (de 45 800 à 22 700 hectares en 24 heures), avec seulement 33 hectares brûlant encore dans la région de Moscou[17]. Igor Panchine (ministère des Situations d'urgence) estime que « la situation s'est stabilisée » autour des centres nucléaires menacés par le feu et que le taux de radiation en Russie est toujours « normal ». Selon Sergueï Kirienko (président de Rosatom)[17], « il n'y a pas de menace radioactive sur le territoire de Sarov » mais il a fallu deux fois les jours précédents évacuer des matériaux sensibles de l'unité de Sarov. Selon le site Internet de Roslesozachtchita (Agence russe de surveillance des forêts) 4 000 hectares de territoires contaminés par la radioactivité ont brûlé. Or ce site est inaccessible depuis le 13 août, ce qui peut laisser penser que les autorités cherchent à cacher une contamination de l'air et des pluies et de nouveaux transferts de radionucléides à la suite des incendies[17].
- Le 2 septembre 2010, de nouveaux feux de forêts provoquent la mort de 2 personnes, faisant également 13 blessés et détruisant 60 bâtiments dans la région de Volgograd, où des températures proches de 40 °C y sont toujours enregistrées[18].

## Causes anthropiques

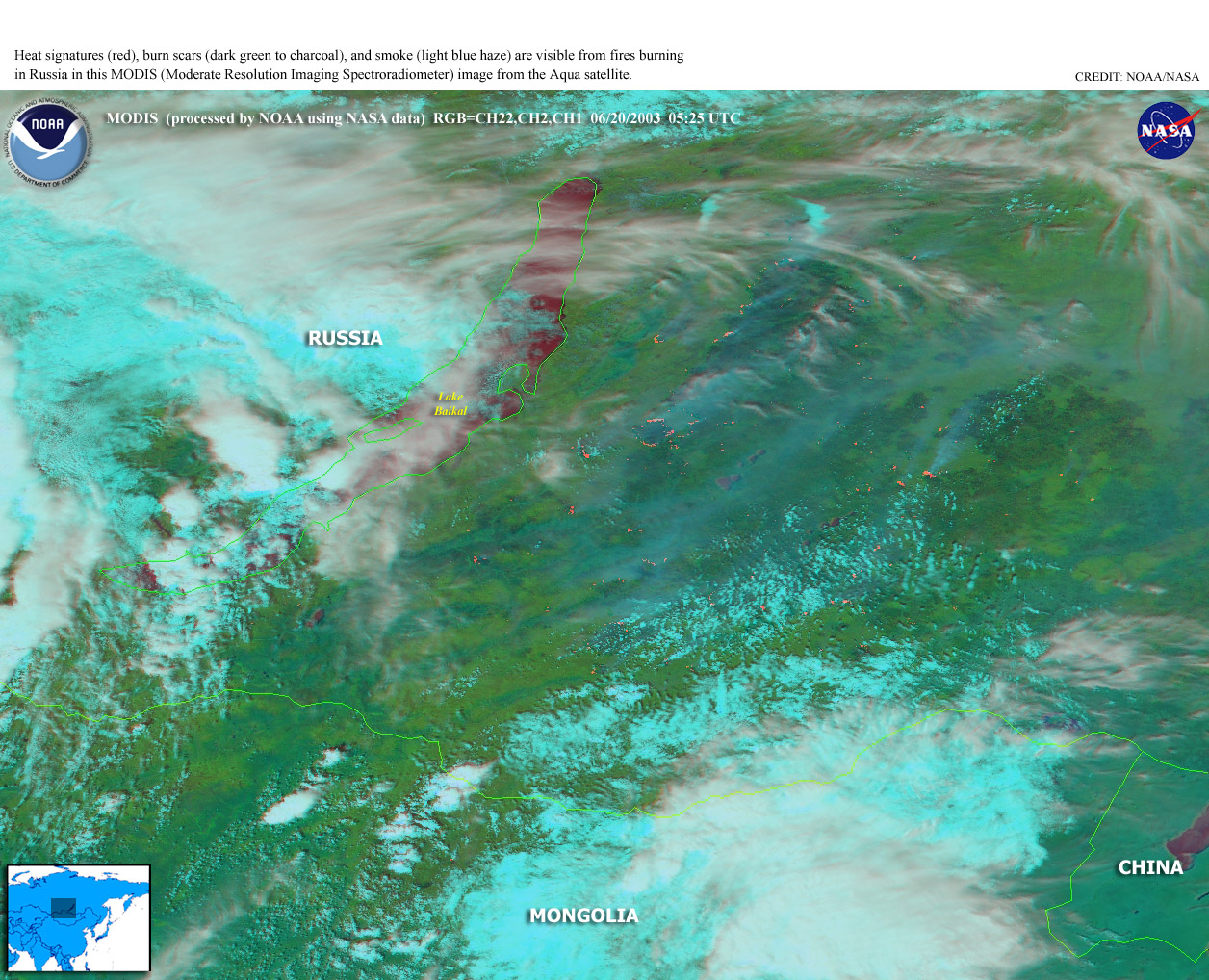
Feux de forêts (points orangés) de 2003, situés, eux, en Russie orientale à l'Est du lac Baïkal.

La grande plaine russe était essentiellement constituée dans sa partie nord de forêts, forêts humides, zones humides ou anciens marais (drainés pour être transformés en tourbières sur environ 60 000 hectares dans la région de Moscou et sur plus d'un million d'hectares dans le reste du pays selon Greenpeace).
Ces milieux autrefois peu vulnérables aux incendies, mais difficiles d'accès et difficiles à cultiver industriellement ont été transformés et bouleversés par des opérations de drainage à très grande échelle entamés il y a plus de 130 ans (en 1876), notamment dans les régions de Moscou, de Vladimir et de Riazan. Ce mode d'aménagement du territoire a été encouragé et financé par la NEP. Ces drainages ont permis une extension de l'agriculture industrielle (céréales notamment) et une extraction importante de tourbe, exploitation d'abord artisanale, puis industrielle pour alimenter des centrales de production d'électricité thermiques). Ces drainages ont facilité l'extension et la gravité des incendies naturels ou provoqués par l'homme, avec dès 1936 (époque des premiers grands incendies) d'importantes destructions par le feu de tourbières et de forêts de Russie centrale.
Les centrales thermiques fonctionnant à la tourbe ont été remplacées par des centrales au gaz et les tourbières ont été abandonnées ou livrées à l'agriculture, à la chasse et à la pêche, à la sylviculture ou destinées à l'urbanisation.
Les grands incendies se sont espacés puis reprennent en 2002 non loin de Moscou qui se trouve pour la première fois recouverte de fumée, à la suite des feux qui menacent des zones récemment urbanisées sur d'anciennes zones humides drainées.

## Pistes de solutions?
Un plan de restauration des zones humides drainées (tourbières) a alors été proposé en 2002-2003 par les écologistes russes et accepté, incluant la remise en eau des marécages asséchés a été initié. Ce plan a été abandonné après la fin des incendies. « Comme d'habitude, ils ont compté sur la chance », estime Vladimir ZaKharov (responsable des forêts à l'ONG Union internationale socioécologique). En août 2010, Boris Gromov (gouverneur de Moscou qui était déjà en poste en 2002) a proposé — avec l'accord et le soutien de Vladimir Poutine — de faire de la remise en eau des tourbières une priorité nationale, ce qui devrait nécessiter un investissement de 20 à 25 milliards de roubles.

## Aides internationales
- Dès le 5 août 2010[21], l'Arménie envoie une équipe de 28 pompiers accompagnés de 4 véhicules pour combattre les incendies à Nijni Novgorod[22]. Le jour suivant, l'Arménie envoie 150 motopompes capables de fonctionner sans alimentation électrique, ainsi que des aéronefs (déployés dans la région de Nijni Novgorod aussi)[23].
- Des secours italiens, ukrainiens, biélorusses et azerbaïdjanais ont été envoyés dès le 8 août 2010 pour lutter contre les incendies dans les environs de la ville de Samara[24].
- La France, dans le cadre de l'accord du 18 octobre 1999 entre les deux gouvernements russe et français, sur la coopération dans le domaine de la protection civile, de la prévention et de la gestion des situations d'urgence, a promis l'envoi de 120 pompiers, 37 véhicules, 15 motopompes et d'un avion bombardier d'eau DASH le 7 août 2010[25]. Elle a finalement engagé, durant 10 jours un avion bombardier d'eau DASH 8 qui a effectué 51 heures de vol (dont 38 sur feux), avec 48 largages (correspondant à 480 t d'eau au total)[26].

## Conséquences de la catastrophe

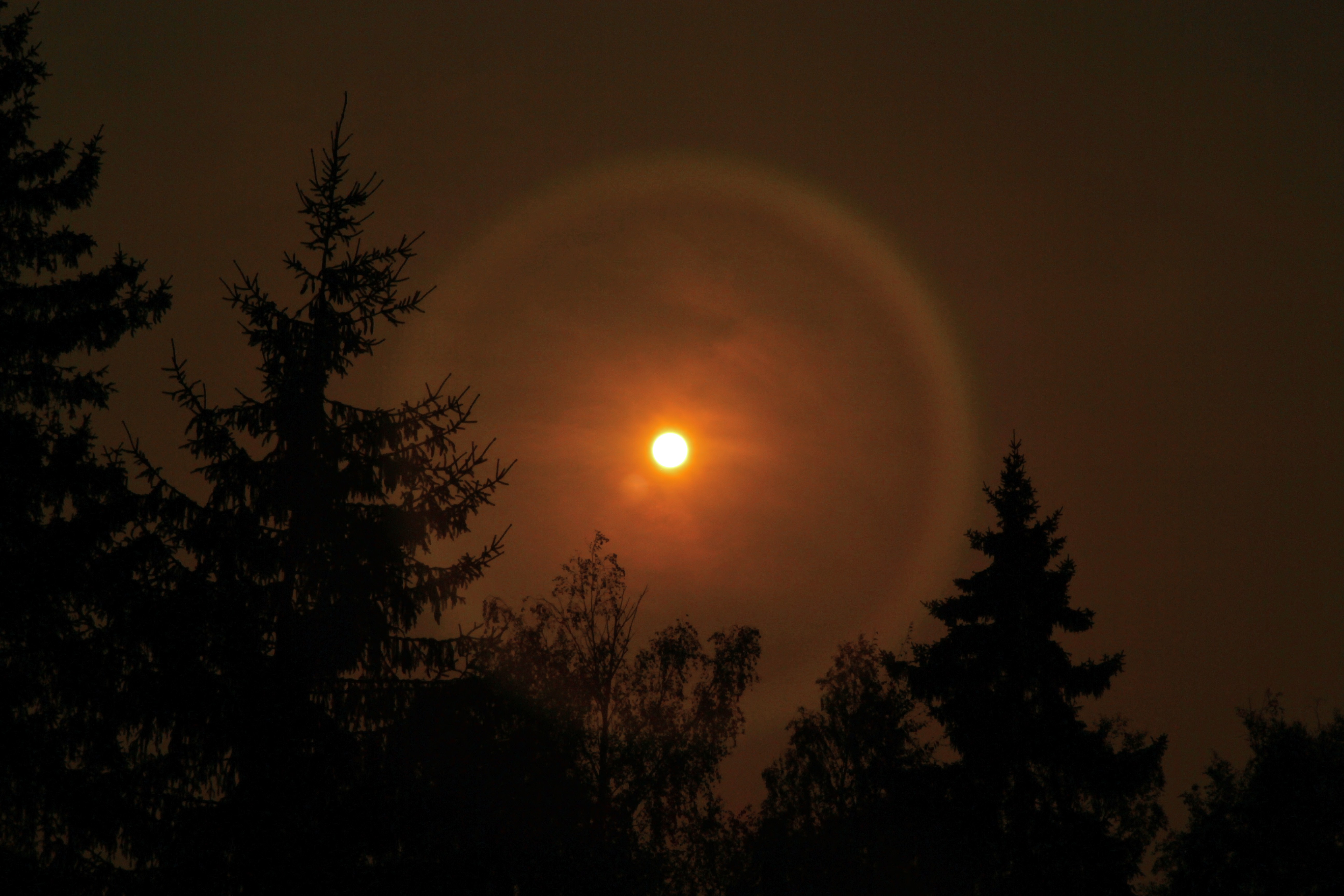
Phénomène de halo solaire liée à la forte turbidité de la haute atmosphère

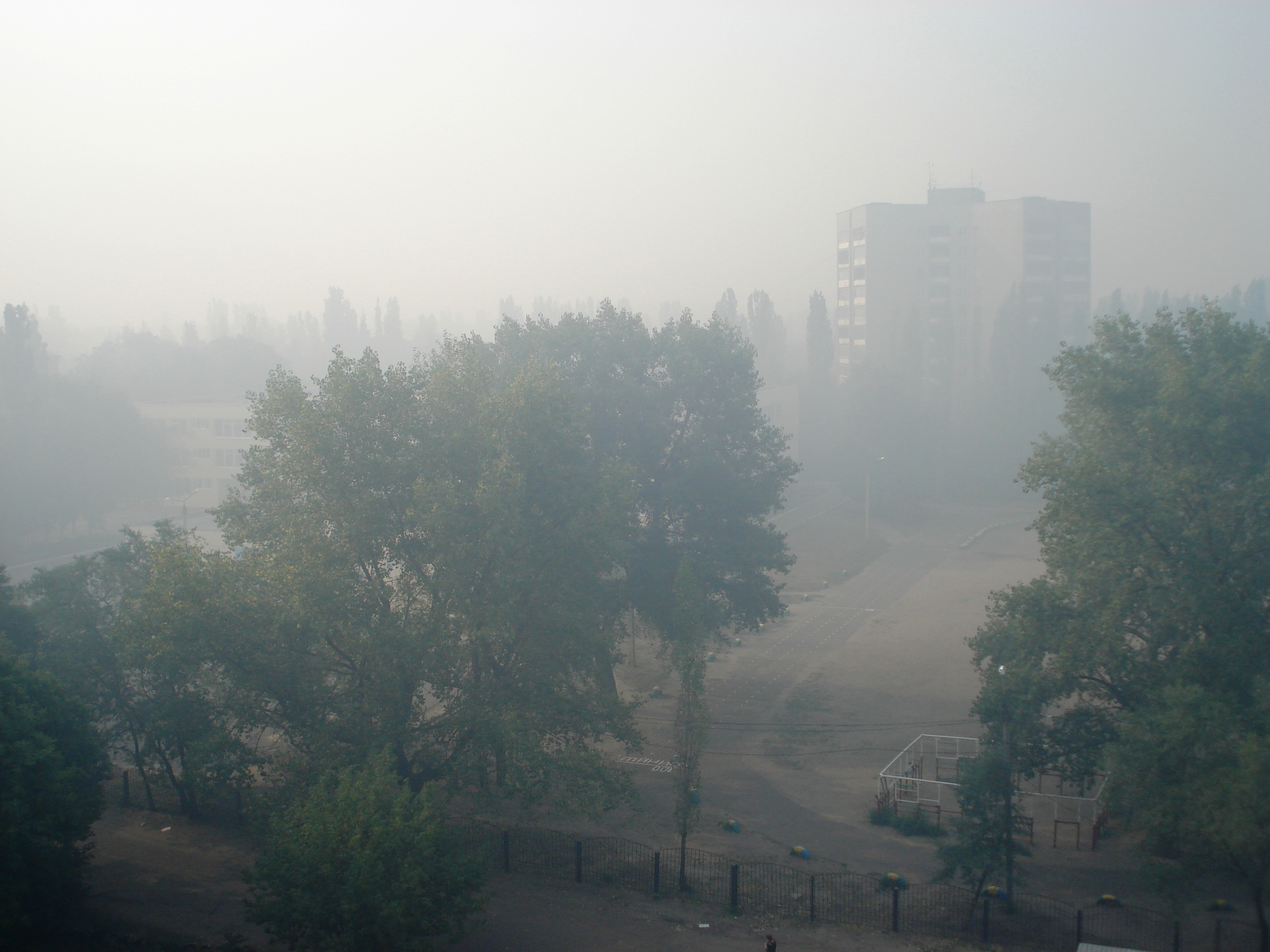
La fumée dans le ciel de Voronej (31 juillet 2010).

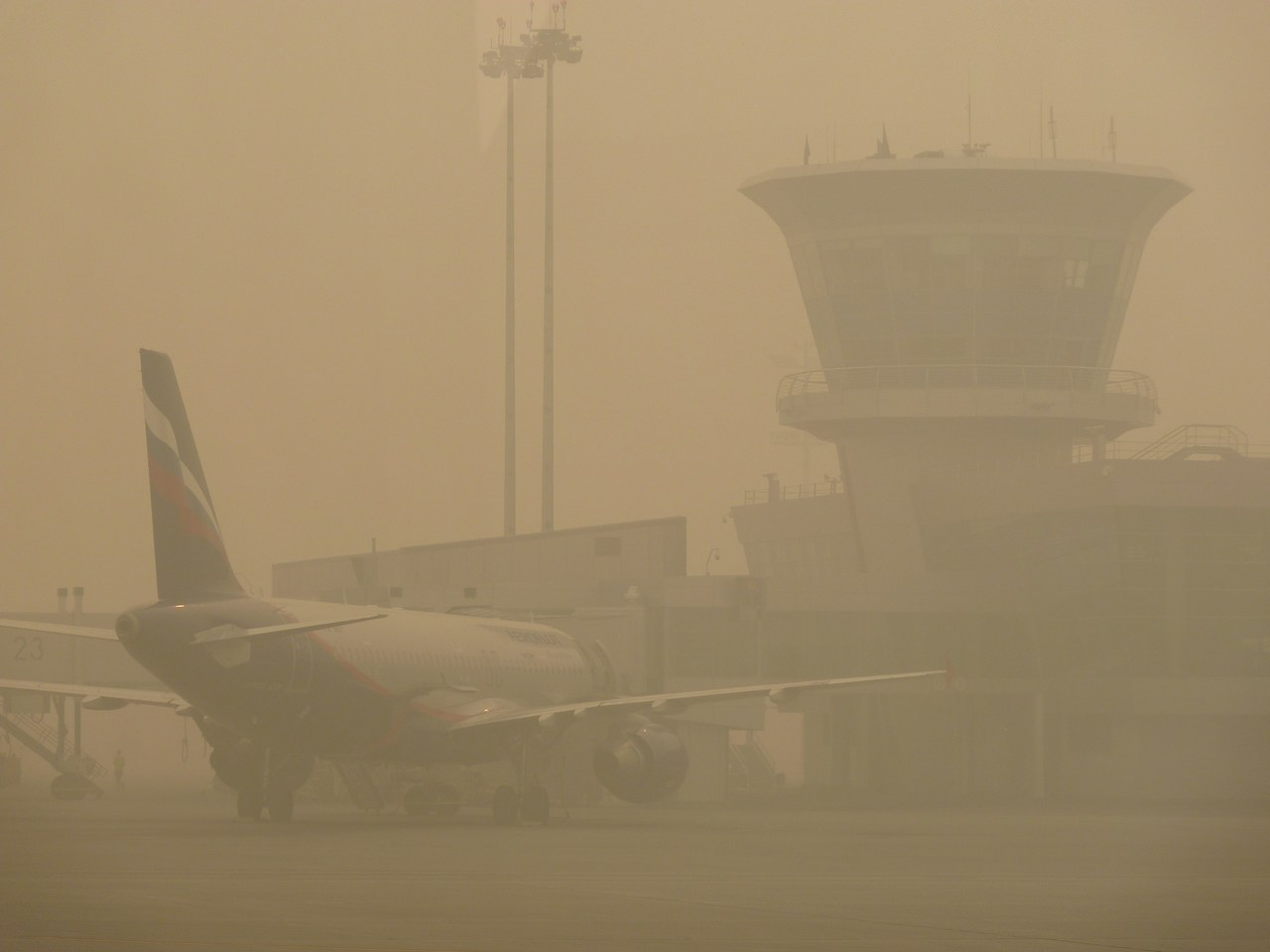
Aéroport international Cheremetievo, à Moscou, perturbé par la fumée des incendies de l'été 2007 (ici le 7 août 2010).

### Conséquences sanitaires
Les incendies ont fortement altéré la qualité de l'air, joignant leurs effets à ceux de la sécheresse et de la canicule. Alors que les taux d'ozone et d'UV étaient élevés, fragilisant les muqueuses et les poumons, les taux de monoxyde et dioxyde de carbone ont également atteint des niveaux records lors des incendies, notamment à Moscou ;
L'Agence d'État Mosecomonitoring a mesuré à certaines heures des taux quatre à cinq fois plus importants de monoxyde de carbone et de CO2 que les limites fixées par l'Union européenne. Par exemple le 6 août matin à Moscou, le taux de monoxyde de carbone dans l'air dépassait de 3,6 fois la norme acceptable, et le taux de particules en suspension était 2,8 fois supérieur à la norme. Le taux d'hydrocarbures dépassait de 1,5 fois la norme, notamment à cause des HAP et goudrons imbrûlés dégagés par la combustion du bois. En raison de la fumée, la visibilité n'était (à 10 heures du matin) que de 350 mètres à Domodedovo et de 300 mètres à Vnukovo.
Les risques sanitaires sont d'abord d'ordre respiratoires et cardiovasculaires, notamment pour les populations vulnérables (personnes âgées, nourrissons) et pour toute personne ayant des difficultés respiratoires (asthmatiques). Les fumées d'incendies véhiculent aussi des aérosols de particules fines et ultrafines, des gaz, goudrons, dioxines, furanes, etc. susceptible d'avoir un effet cancérigène à long terme. À court terme, la fumée aggrave le risque de surmortalité, déjà exacerbé par la canicule (environ 300 morts supplémentaires par jour à Moscou où les morgues et hôpitaux sont débordés).
Le principal risque pour les poumons provient des particules fines véhiculées par la fumée, et localement du manque d'oxygène pouvant entrainer une déficience des voies respiratoires, pouvant aller chez certains jusqu'à la mort. Le risque cardiaque est tout aussi important, avec un risque nettement accru d'AVC, car ces mêmes fines particules peuvent pénétrer le système sanguin et en modifiant la viscosité du sang favoriser la formation de caillots.

### Conséquences économiques
Les incendies ont détruit ou endommagés de nombreux villages, routes et infrastructures.
La sécheresse avait déjà compromis environ 1/4 à 1/3 des récolte de blé, ce qui menace de faillite de nombreux agriculteurs, a encouragé la spéculation (locale et internationale, la Russie étant l'un des principaux exportateurs de blé) et a fait grimper le prix du blé, des farines et du pain (+ 10 à 20 % à Moscou mi-août 2010). Le gouvernement a annoncé l'équivalent de 35 milliards de roubles (soit 890 millions d'euros), d'aides pour les céréaliers russes.
L'économie estivale a été localement perturbée, par la sécheresse et la canicule, et plus gravement par les incendies.

### Conséquences écologiques

Les panaches de fumées ont créé un immense nuage au-dessus de la partie ouest de la Russie (ici le 4 août 2010) qui s'est élevé à plus de 10 km d'altitude, dans la stratosphère, susceptible de véhiculer des polluants à grande distance et d'interagir avec le climat macro-régional.

Certaines des régions touchées et réserves naturelles comptaient parmi les régions écologiquement riche de Russie.
Un grand nombre d'animaux sauvages et domestiques sont probablement morts dans ces incendies. Par exemple, le 29 juillet la Réserve naturelle intégrale Denezhkin Kamen était toujours en feu malgré les moyens déployés (hélicoptères Mi-8 et Mi-26 et un avion IL-76 de l'EMERCOM) pour y éteindre l'incendie. Il est possible de suivre la géographie de la propagation du feu dans les différentes réserves naturelles intégrales de Russie via l'outil cartographique "ООPT - Kosmosnimki" geo-service (en russe) qui positionne les limites et le nom des réserves naturelles sur des images satellites (en séries multi-temporelles). Les réserves naturelles intégrales sont surveillées de manière transparente dans le monde des ONG sous les auspices d'un Centre de recherche et de développement dit ScanEx.
Les zones les plus gravement touchées sont des forêts et de vastes tourbières (qui comptaient justement parmi les meilleurs puits de carbone des zones tempérées russes et européennes). Les tourbières asséchées et détruites par le feu peuvent facilement se minéraliser. Elles perdent alors leur fonction de puits de carbone et de zone-tampon et zone de stockage et de filtration de l'eau. Les incendies sont eux-mêmes une source de CO2 et d'autres gaz à effet de serre (NOX). Les tourbières jouent un rôle important en matière de rétention et épuration naturelle des eaux pluviales, de fonte de neige et de ruissellement. Leur destruction peut avoir des impacts secondaires en exacerbant d'éventuelles futures autres sécheresse ou les effets de futures canicules.
Une polémique existe sur la part de responsabilité humaine liée au réchauffement global, mais aussi à la gestion des forêts et tourbières (Cf. dynamique de privatisation et sylviculture plus dynamique et intensive en Russie et dans les pays de l'Ex-URSS) et tourbières. En particulier, le drainage, une moindre surveillance et une diminution de l'efficacité des services de l'État ont pu exacerber les effets des sécheresse et artificialisation diminuant la résilience écologique des milieux et habitats naturels face aux sécheresses, canicules et incendies.)
Les données des spectroradiomètres des satellites Terra et Aqua fournies par la NASA, montraient dès la fin juillet 2010 que les panaches des incendies de Russie avaient déjà à certains endroits atteint les 12 kilomètres d'altitude, gagnant la stratosphère, ce qui ne se produit habituellement que lors d'éruptions volcaniques créant un gigantesque nuage de fumée s'étendant peu à peu sur une grande partie de l'hémisphère nord.

## Risques liés au nucléaire

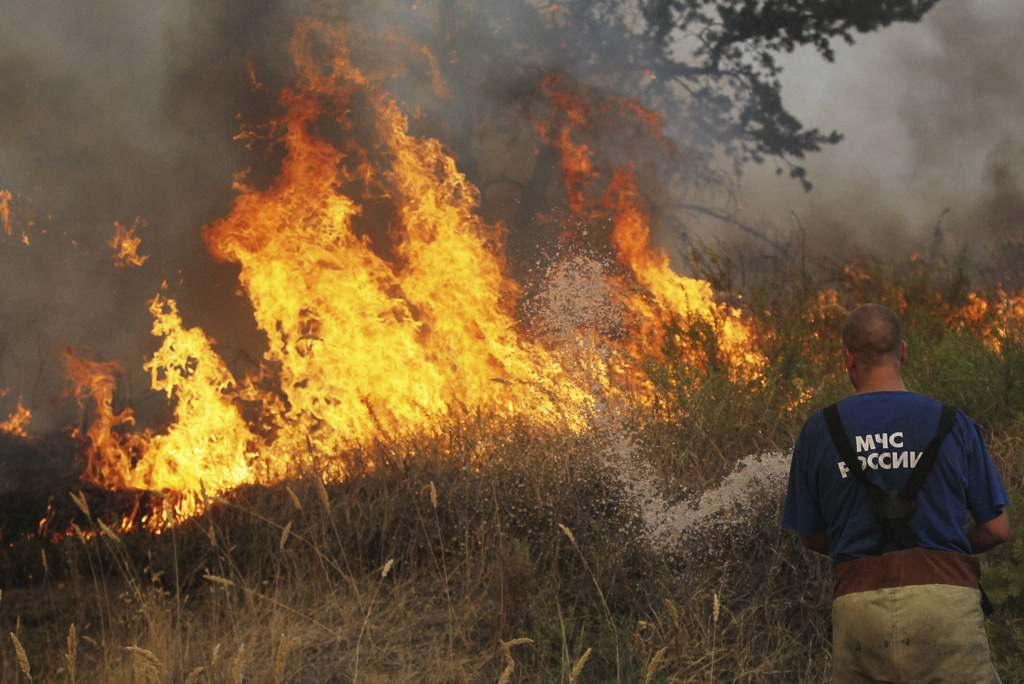
Incendie près de la centrale nucléaire de Novovoronezh, 2 aout 2010.

Bien que la Russie ne soit pas la région européenne la plus touchée par les retombées de l'explosion puis l'incendie du réacteur no 4 de la centrale de Tchernobyl de 1986, c'est un pays très nucléarisé, ce qui laisse craindre que certains de ces feux aient réinjecté dans l'atmosphère ou les eaux de surface ou de nappe des radionucléides (Césium 137 et strontium 90 en particulier) notamment issus des retombées de la catastrophe de Tchernobyl, qui étaient restés stockés dans le sol ou absorbés par les arbres, les lichens, les champignons ou la tourbe et la strate herbacée. Les centrales nucléaires ont besoin d'eau pour leur refroidissement, et cette production très centralisée de l'électricité est également dépendante de l'intégrité du réseau des lignes à haute tension, également localement menacé par le feu. La presse européenne note que les autorités ont peu communiqué sur les sites classés secret défense, annonçant seulement qu'en cas d'embrasement de ces sites, il n'y aurait que des impacts locaux.
- Selon les autorités russes, les feux des zones ayant été très touchés par les retombées du « nuage de Tchernobyl » ont été rapidement maîtrisés, et les niveaux de radiation y seraient restés normaux, mais le ministre des urgences (Sergey Shoygu) a averti que les incendies pourraient libérer radionucléides en l'air[32],[33],[34]. Ce n'est que le 13 août, que le service national de météorologie a annoncé avoir envoyé des experts pour mesurer le taux de radioactivité dans la région de Briansk qui est dans l'ouest de la Russie la zone réputée la plus touchée par les séquelles de l'explosion de 1986 à Tchernobyl[16]. Les feux touchent aussi l'Ukraine et notamment les alentours de Tchernobyl (2 ha de tourbières étaient en feu le 12 août[29].). Selon le Ministère ukrainien des Situations d'Urgence, ces incendies ne sont pas encore dangereux et Moscou n'a pas ce jour signalé de hausse de la radioactivité de l'air due à des résidus de combustion, en Russie, mais ont reconnu (le 11 août, via le service russe de surveillance des forêts) que 4000 hectares de zones radioactives contaminées avaient déjà brûlé depuis juillet, dont près de 300 hectares dans l'ouest de la Russie près de l'Ukraine et du Bélarus[29].
- Début août 2010, des feux proches de Sarov (site stratégique russe pour l'armement nucléaire), avaient incité l'agence fédérale de l'énergie atomique Rosatom à évacuer en urgence tous les explosifs et matériaux radioactifs alors que le feu n'était plus qu'à 4 km du site[35]. Des moyens aériens de lutte et des robots, avaient permis d'éteindre les flammes et de rapatrier les matières radioactives et explosifs, mais un nouveau départ de feu a été signalé le 12 ou 13 août par centre de secours régional à Sarov (480 km à l'est de Moscou). Des pompiers ont à nouveau été appelés en renfort[16]. Le 12 août, le feu n'était plus qu'à environ 50 km de la centrale, selon Arte, les pompiers estiment que les bombardiers d'eau et les hélicoptères n'interviendront pas car devant traiter en priorité les zones habitées et un autre site, proche du centre de Sarov où sont fabriquées des bombes atomiques russes. Là pompiers et agriculteurs creusent des fossés anti-feu pour ralentir l'avancée des flammes[29].
- À Snejinsk (Oural), un autre site nucléaire était menacé et seuls 500 hommes y étaient disponibles pour lutter contre le feu.
- la centrale nucléaire de Novovoronej, près de Nijni Novgorod a failli être touchée par le feu, contraignant les autorités (ministère des Situations d'urgence) a mobiliser l'armée et les pompiers 24 h sur 24 pour éteindre ce foyer.
- Le complexe Maïak (Oural) où l'on retraite et stocke des déchets nucléaires a aussi été menacé par le feu.

Si la canicule devait se prolonger, le manque d'eau pour le refroidissement des installations nucléaires serait un nouveau problème, de même que le réchauffement des eaux et leur pollution par les cendres (turbidité, eutrophisation, modification de pH, etc) pourrait affecter la vie aquatique.

## Critiques à l'égard du gouvernement russe ou d'autorités locales

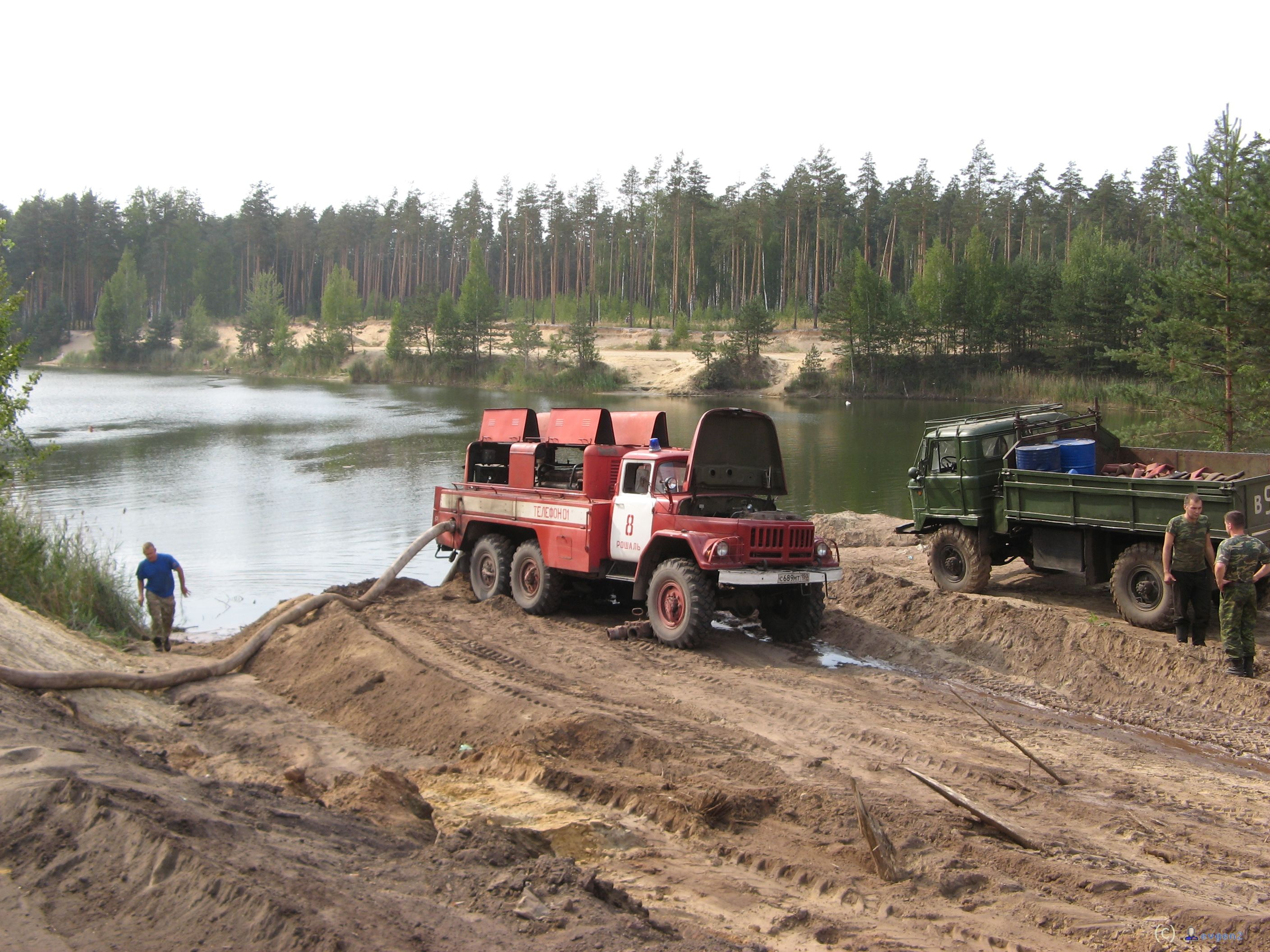
Pompage d'eau dans un lac pour lutter contre le feu (14 août 2010)

De nombreux Russes se sont plaints de l'inactivité des autorités locales, régionales ou nationales face aux incendies qui dès le printemps touchaient le pays, laissant parfois sous-entendre que le Kremlin qui n'a pas fait appel à une aide internationale tenterait aussi de minimiser les impacts de la catastrophe. De leurs côtés, les officiels russes affirment qu'ils ne pouvaient pas prévoir l'ampleur des dégâts, et que les autorités locales n'ont pas pris toutes les mesures de prévention et précaution qui auraient dû l'être dans le contexte d'une canicule exceptionnelle.
Le 10 août 2010, le premier ministre russe Vladimir Poutine après s'être montré au côté des pompiers a été combattre les incendies lui-même à bord d'un avion bombardier d'eau Be-200 dont il est le copilote ; il survole l'oblast de Riazan (à 200 km au sud-est de Moscou) pour procéder à l'extinction de deux foyers d'incendie. Le 12 août 2010, une manifestation à Moscou a été dispersée car elle critiquait le maire de la ville qui lors de la catastrophe était resté en vacances en Crimée sans revenir assister la population en proie au désarroi.

## Postérité
L'été 2011, des feux reprennent en Russie, cette fois localisés dans les forêts du nord soumises à une température importante si on considère leur latitude boréale.
Vladimir Poutine a exprimé sa colère face à la lenteur d'exécution des remises en eau des tourbières environnant la capitale moscovite.